# Дилатација и киретажа
Дилатација и киретажа или насилно отварање грлића материце и стругање материце (акроним - D&C од енг. речи Dilation and curettage) је инвазивна гинеколошка метода која  се заснива на  хируршком уклањању ткива, стругањем слузокоже материце
Заснива се на механичком стругању ендометријума, посебним инструментом киретом, по коме је поступак и добио име, након што се инструмент уведе  у матерничну шупљиниу кроз вагинални канал након што је посебним инструментима проширен  (дилатиран) грлић материце, 
Насилно отварање грлића материце и улаз у материчну шупљину су најучесталије гинеколошке интервенције. Индикације су врло широке: евакуација садржаја из кавума утеруса код спонтаних и намерних побачаја, узимање узорака ткива, дијагностичке и терапеутске ревизије материчне шупљине код метрорагија и других патолошких стања, постављање и уклањање интраутериних уложака, мимомектомија, полипектомија, хистеросалпингографија, хистероскопија и других.
Пре увођења хистероскопије, слепа дилатација и киретажа  била је терапија избора. Како је слепо изведена дилатација и киретажа повезана   са високим ризиком од перфорације материце, ову методу као релативно сиромашан дијагностички алат, са непоузданим резултатима требало би данас сматрати застарелом.

## Индикације
Киретажа према индикацијама може бити: дијагностичка, терапијска или дијагностичка и терапеутска метода (нпр код хиперплазијом или полипа материце).

### Дијагностичка киретажа
Дијагностичка киретажа се примењује у следећим стањима:
- необјашњиво  крварења из материце.
- сумње на полипе у матерничкој шупљини.
- сумње на рак у телу материце.
- сумње на туберкулозу ендометријума, слузокоже или слузнице матернице.[1]

### Терапијска киретажа
Терапијска киретажа се примењује у следећим стањима:
- полипи материце,
- прекомерни раст слузнице материце (хиперплазија ендометријума),
- успорено зарастање слузокоже материце.
- након побачаја, када делови фетуса или плаценте остају у материци. У таквим околностима киретажа ће очистити матерничку шупљину и вратити јој нормалну функцију.[1]

## Процедура
У зависности од предвиђеног трајања и потешкоћа које се очекују током поступка, као и клиничких индикације и преференција пацијента, дилатација и киретажа се може извести са локалном анестезијом, умереном седацијом, дубоком седацијом или општом анестезијом.
Први корак у дилатацији и киретажи је стављање спекулума у вагину тако да се види грлић материце. Често се поставља тенакулум за стабилизацију грлића материце. 
Затим мсе врши ширење (дилатација),  грлића материце. уз помоћ Хегаровог или сличних дилататора.  Обим ширења  грлића материце зависи од количине ткива које треба уклонити, као и од величине инструмената који се користе. 
Након довољног ширења грлића материце кроз тако настао проширени отвор  у материцу се увлачи кирета (метални инструмент са дршком на једном крају и петљом на другом)
Кирета се користи за нежно стругање слузнице материце и уклањање ткива у материци. 
Ако се користи усисна кирета, као код вакуумске аспирације, пластична цеваста кирета се уоди у материцу и повезује са апаратом за усисавање (аспирацију) како би се уклонило сво ткиво у материци. 
Одстрањено ткиво из материце се испитује у потпуности (у случају терапијског абортуса или побачаја) или код патолошких стања (у случају лечења абнормалног крварења). 

## Компликације
Компликације након дилатације и киретаже могу настати:
Уношења или ширења инфекције, нарочито у случају нелечених сексуално преносивих инфекција материце или јајовода, 
Нежељене реакције на општу анестезију, која је потребна током операције
Јатрогено изазвано оштећење ткива материце инструментом, јер се поступак изводи слепо (без употребе тимиџинг техника попут ултразвука или хистероскопије ., нпр. перфорација (пробијање) зида материце. Иако након перфорације није потребно лечење , у неким случајевима неопходно је урадити лапароскопију како би се утврдило да ли је крварење спонтано престало. 
Ашерманов синдром или интраутерине прираслице су други могући ризик, које се карактерише потпуноим одсуством функционалног дела материце.  Синдром у већини случајева бива откривен случајно или код пацијентица које нису у стању да затрудне или изнесу трудноћу до краја, применом хистероскопије, као златног стандард за дијагнозу озбиљних унутарматеричних прираслица. Формирање прираслица после отворених захвата у гинеколошкој хирургије има велики епидемиолошки и клинички значај, јер се према истраживањима  код жена које су имале један или два поступка киретаже у циљу побачаја, у 14-16% случајева развила  нека од прираслица (адхезија). Жене које су биле подвргнуте у три наврата поступку киретаже у циљу побачаја имале су 32% већи ризика од развоја адхезија. Ризик од развоја Ашермановог синдрома био је 30,9% код жена које су се подвргле дилатацији и киретажи након непотпуног побачаја, и 25% код оних које су имале дилатацију и киретажу између 1-4 недеље након порођаја. Ашерманов синдром  се лечи јако тешко, и повећава ризик од компликација у будућим трудноћама, међу којима су најчешће: ванматерична трудноће и абнормална имплантације постељице (плацента превија и плацента акрета).